# Juan Antonio Marín
Juan Antonio Marín (* 2. März 1975 in San José) ist ein ehemaliger costa-ricanischer Tennisspieler.

## Karriere
Marín, der in San José geboren wurde, spielte nach dem Beginn seiner Karriere zunächst unter spanischer Flagge, da er im Alter von vierzehn Jahren mit seinen Eltern nach Spanien gezogen war. Im Jahr 1998 entschied er sich, künftig für sein Heimatland Costa Rica anzutreten.
Im Laufe seiner Karriere feierte Marín einige Erfolge auf der zweitklassigen Challenger Tour. Im Einzel gewann er fünf Titel sowie einen weiteren im Doppel an der Seite von Juan Martín del Potro. Auf der ATP Tour konnte er ebenfalls einen Titel im Einzel gewinnen und stand außerdem in einem weiteren Final. Beide Male schaffte er dies beim Turnier in Båstad: 1997 unterlag er noch Magnus Norman, ehe er zwei Jahre später Andreas Vinciguerra bezwingen konnte. Bei Grand-Slam-Turnieren kam er, obwohl er insgesamt 17 Teilnahmen in den Einzelkonkurrenzen vorzuweisen hat, nie über die erste Runde hinaus. Seine höchste Einzelplatzierung in der Weltrangliste erreichte er am 11. Oktober 1999 mit Position 55. Im Doppel erreichte er Rang 188 im Februar 2007.
Im Jahr 2000 nahm er an den Olympischen Sommerspielen in Atlanta teil. Er trat dabei lediglich im Einzelwettbewerb an, wo er in der Auftaktrunde auf Jewgeni Kafelnikow traf. Gegen den späteren Goldmedaillengewinner blieb Marín chancenlos, er verlor deutlich mit 0:6, 1:6.
Marín bestritt zwischen 1999 und 2006 insgesamt 10 Begegnungen für die costa-ricanische Davis-Cup-Mannschaft. Während seine Einzelbilanz mit 9:4 Siegen positiv ist, ist seine Doppelbilanz mit 3:6 Siegen negativ.

## Erfolge
| Legende (Anzahl der Siege)  |
| --------------------------- |
| Grand Slam                  |
| ATP World Tour Finals       |
| ATP World Tour Masters 1000 |
| ATP World Tour 500          |
| ATP World Tour 250 (1)      |
| ATP Challenger Tour (6)     |

### Einzel

#### Turniersiege
| Nr. | Datum         | Turnier | Belag | Finalgegner         | Ergebnis  |
| --- | ------------- | ------- | ----- | ------------------- | --------- |
| 1.  | 11. Juli 1999 | Båstad  | Sand  | Andreas Vinciguerra | 6:4, 7:64 |

#### Finalteilnahmen
| Nr. | Datum         | Turnier | Belag | Finalgegner   | Ergebnis |
| --- | ------------- | ------- | ----- | ------------- | -------- |
| 1.  | 13. Juli 1997 | Båstad  | Sand  | Magnus Norman | 2:6, 5:7 |